# Psilopleura haemasoma
Psilopleura haemasoma là một loài bướm đêm thuộc phân họ Arctiinae, họ Erebidae.